# Intel Binary Compatibility Standard
Intel Binary Compatibility Standard (iBCS) — стандарт двійкового програмного інтерфейсу (англ. application binary interface, ABI) для операційних систем Unix, що працюють на комп'ютерах з процесором Intel 80386 (або сумісним). Стандарт опублікований 1988-го року фірмами AT&T, Intel та SCO, і оновлений 1990-го. Він розширює стандарти рівня початкових кодів, такі як POSIX і XPG3 у таких аспектах, як стандартизація різних інтерфейсів OC, розташування деяких файлів у файловій системі (наприклад, розташування системних файлів і інстальованих двійкових програм), уможливлюючи таким чином запуск прикладного програмного забезпечення на Unix-варіантах для x86 від різних вендорів (таких, як Xenix, SCO Unix, реалізації System V). У другій редакції, анонсованій 1990-го року, додано специфікації інтерфейсу для графіки VGA.
Друга версія iBCS («iBCS2») підтримувалася різними версіями Unix, такими як UnixWare, а також продуктами сторонніх розробників. Реалізація iBCS2 для Linux з'явилася приблизно 1994-го року, і дозволила запускати у Linux комерційні програми для Unix, такі як WordPerfect.